# Comuna Vîșnea, Horodok
Vîșnea (în ucraineană Вишня) este o comună în raionul Horodok, regiunea Liov, Ucraina, formată din satele Iaremkiv și Vîșnea (reședința).

## Demografie
Componența lingvistică a comunei Vîșnea
     Ucraineană (99,85%)
     Alte limbi (0,05%)
Conform recensământului din 2001, majoritatea populației comunei Vîșnea era vorbitoare de ucraineană (99,85%), existând în minoritate și vorbitori de alte limbi.